# Elaiza
Elaiza  (uttal: Ella-issa) är en tysk folkmusikgrupp som bildades 2013. Gruppen representerade Tyskland i finalen av Eurovision Song Contest 2014 i Danmark och hamnade där på 18:e plats av 26.

## Historia
Gruppen bildades i början av 2013 i Berlin med namnet Elaiza, som är en variation av sångerskans Elżbieta Steinmetz' förnamn. Under Mars 2013 spelades första LP-skivan in.

## Medlemmar
Nuvarande medlemmar
- Elżbieta "Ela" Steinmetz – (sång / piano / låtskrivare), född 11 oktober 1992 i Ukraina. Hon är dotter till en ukrainsk far och polsk mor. Fadern dog när hon var 8 år gammal; därefter flyttade hon med sin mor till moderns hemland Polen. Vid 16 års ålder flyttade hon vidare till Tyskland.[2]
- Natalie Plöger – (kontrabas, bakgrundssång), född 3 september 1985 i Leer, Niedersachsen, Tyskland.
- Laura Zimmermann – (dragspel, violin, bakgrundssång), född 8 april 1989 i München, Bayern, Västtyskland.

Tidigare medlemmar
- Yvonne Grünwald – (dragspel, glockenspiel, bakgrundssång) (född 10 maj 1984 i Salzwedel, Sachsen-Anhalt, Östtyskland.

## Diskografi
- 2013: March 28 (LP, Berliner Meister Schallplatten)
- 2014: Is It Right / Fight Against Myself (EP, Heart of Berlin)